# Stojan Župljanin
Stojan Župljanin (in alfabeto cirillico serbo Стојан Жупљанин); Maslovare, 28 settembre 1951) è un poliziotto e criminale di guerra bosniaco di etnia croata, condannato per crimini di guerra.

## Biografia
Nato a Maslovare, insediamento della municipalità di Kotor Varoš
Laureatosi presso la Facoltà di Giurisprudenza dell'Università di Sarajevo è abilitato all'esercizio della professione presso l'Università di Banja Luka.
Dal 1991 è stato direttore del Centro Regionale del Servizio di Sicurezza.
Dal maggio 1992 fu membro dell'Unità di Crisi della Krajina bosniaca e nel 1994 è nominato consigliere per gli Affari interni del presidente della stessa.

## Accusa
Il Tribunale penale internazionale per l'ex-Jugoslavia lo ha accusato di genocidio, crimini contro l'umanità e crimini di guerra, avvenuti nel 1992 contro i Bosgnacchi e Croati della Krajina bosniaca fondata nel 1991 e che comprendeva 16 regioni della Bosnia ed Erzegovina  icty.org,  https://www.icty.org/case/zupljanin_stanisicm. URL consultato il 10 giugno 2025.
Secondo l'accusa, come comandante della Polizia serbobosniaca, durante le Guerre jugoslave aveva il controllo operativo oltre che sulle forze di polizia responsabile dei campi di detenzione dove migliaia di prigionieri furono detenuti in condizioni deprecabili o assassinati.
Župljanin stesso è sospettato di aver svolto un ruolo primario nella distruzione delle comunità bosniache e croato bosniache nella regione autonoma della Krajina Bosniaca, è invece accusato di aver personalmente partecipato con altri alla realizzazione del piano di Pulizia etnica, e di aver deportato diecimila tra Bosgnacchi e Croati nei campi di concentramento e prigionia.
Il 14 marzo 1999 è stato accusato dal tribunale penale per l'ex Jugoslavia di genocidio, crimini contro l'umanità, violazioni delle leggi e delle usanze di guerra delle Convenzioni di Ginevra.
L'Atto d'accusa viene depositato il 17 dicembre 1999. Nel mese di ottobre 2005 non fu trovato nella sua abitazione dalla polizia locale e dai soldati della pace nel momento di un'irruzione; è stato invece arrestato l'11 giugno 2008 non lontano da Belgrado e estradato verso il tribunale penale per l'ex Jugoslavia.
La sentenza viene emessa il 27 marzo 2013, Župljanin venne condannato a 22 anni di carcere per crimini di guerra, pena confermata in appello.